# Euroliga 2018-19
La temporada 2018-19 de la Turkish Airlines EuroLeague (la máxima competición de clubes de baloncesto de Europa) fue la decimonovena edición de la moderna Euroliga de baloncesto, organizada por la Euroleague Basketball. Fue la novena temporada con el patrocinio comercial de Turkish Airlines. Incluyendo la competición previa de la Copa de Europa de la FIBA, fue la 62.ª edición de la máxima competición del baloncesto masculino de clubes europeos.
La Final Four de la EuroLeague 2019 se jugó en el Fernando Buesa Arena, en Vitoria, España.

## Equipos
Un total de 16 equipos de nueve países participarán en la EuroLeague 2018-19. Las etiquetas entre paréntesis muestran cómo cada equipo se ha clasificado para la competición (CV: Campeón vigente de la EuroLeague):
- LLP: Clasificado a través de una licencia a largo plazo.
- 1º, 2º, etc.: Clasificado a través de su liga doméstica según su posición final tras Playoffs.
- EC: Clasificado como campeón de la EuroCup.

| Liga regular                            | Liga regular                       | Liga regular                    | Liga regular                           |
| --------------------------------------- | ---------------------------------- | ------------------------------- | -------------------------------------- |
| Kirolbet Baskonia Vitoria Gasteiz (LLP) | Anadolu Efes Istanbul (LLP)        | Panathinaikos OPAP Athens (LLP) | AX Armani Exchange Olimpia Milan (LLP) |
| FC Barcelona Lassa (LLP)                | Fenerbahçe Beko Istanbul (LLP)     | CSKA Moscow (LLP)               | Žalgiris Kaunas (LLP)                  |
| Real MadridCV (LLP)                     | Darüşşafaka Tekfen IstanbulEC (EC) | Khimki Moscow Region (2º)       | Budućnost VOLI Podgorica (1º)          |
| Herbalife Gran Canaria (4º)             | Olympiacos Piraeus (LLP)           | Maccabi FOX Tel Aviv (LLP)      | FC Bayern Múnich (1º)                  |

## Liga regular
Todos los participantes se enfrentaron entre sí en una liga a ida y vuelta que consta de 30 treinta jornadas.
| Pos. | Equipo                                | PJ | G  | P  | PF   | PC   | DP   | Clasificación          |
| ---- | ------------------------------------- | -- | -- | -- | ---- | ---- | ---- | ---------------------- |
| 1    | Fenerbahçe Beko Istanbul (A)          | 30 | 25 | 5  | 2504 | 2237 | +267 | Avanzan a los Playoffs |
| 2    | CSKA Moscow (A)                       | 30 | 24 | 6  | 2590 | 2397 | +193 | Avanzan a los Playoffs |
| 3    | Real Madrid (A)                       | 30 | 22 | 8  | 2578 | 2342 | +236 | Avanzan a los Playoffs |
| 4    | Anadolu Efes Istanbul (A)             | 30 | 20 | 10 | 2562 | 2406 | +156 | Avanzan a los Playoffs |
| 5    | FC Barcelona Lassa (A)                | 30 | 18 | 12 | 2358 | 2282 | +76  | Avanzan a los Playoffs |
| 6    | Panathinaikos OPAP Athens (A)         | 30 | 16 | 14 | 2382 | 2345 | +37  | Avanzan a los Playoffs |
| 7    | Kirolbet Baskonia Vitoria Gasteiz (A) | 30 | 15 | 15 | 2449 | 2378 | +71  | Avanzan a los Playoffs |
| 8    | Žalgiris Kaunas (A)                   | 30 | 15 | 15 | 2360 | 2323 | +37  | Avanzan a los Playoffs |
| 9    | Olympiacos Piraeus (E)                | 30 | 15 | 15 | 2326 | 2301 | +25  |                        |
| 10   | Maccabi FOX Tel Aviv (E)              | 30 | 14 | 16 | 2376 | 2346 | +30  |                        |
| 11   | FC Bayern Munich (E)                  | 30 | 14 | 16 | 2348 | 2404 | −56  |                        |
| 12   | AX Armani Exchange Olimpia Milan (E)  | 30 | 14 | 16 | 2601 | 2600 | +1   |                        |
| 13   | Khimki Moscow Region (E)              | 30 | 9  | 21 | 2333 | 2449 | −116 |                        |
| 14   | Herbalife Gran Canaria (E)            | 30 | 8  | 22 | 2317 | 2616 | −299 |                        |
| 15   | Buducnost VOLI Podgorica (E)          | 30 | 6  | 24 | 2230 | 2550 | −320 |                        |
| 16   | Darussafaka Tekfen Istanbul (E)       | 30 | 5  | 25 | 2238 | 2576 | −338 |                        |

 Fuente: EuroLeague
Criterios de clasificación: Todos los puntos anotados en las prórrogas no se cuentan en las clasificación, tampoco para las situaciones de desempate.

## Fase final

### Playoffs
Los mejores ocho al final de la fase regular jugaron los Playoff de cuartos de final. Este Playoff fue al mejor de cinco encuentros, con ventaja de campo para los que hubieran quedado mejor clasificados en la liga regular.
| Equipo 1                 | Series | Equipo 2                          | 1.er partido | 2.º partido | 3.er partido | 4.º partido | 5.º partido |
| ------------------------ | ------ | --------------------------------- | ------------ | ----------- | ------------ | ----------- | ----------- |
| Fenerbahçe Beko Istanbul | 3–1    | Žalgiris Kaunas                   | 76–43        | 80–82       | 66–57        | 99–82       | —           |
| CSKA Moscow              | 3–1    | Kirolbet Baskonia Vitoria Gasteiz | 94–68        | 68–78       | 84–77        | 92–83       | —           |
| Real Madrid              | 3–0    | Panathinaikos OPAP Athens         | 75–72        | 78–63       | 89–82        | —           | —           |
| Anadolu Efes Istanbul    | 3–2    | FC Barcelona Lassa                | 75–68        | 72–74       | 102–68       | 72–82       | 80–71       |

### Final Four
La Final Four fue la etapa culminante de la Euroliga 2018-19, y se celebró en mayo de 2019. La Final Four cuenta con los cuatro ganadores de las cuatro series de Playoffs en un torneo a partido único por eliminación. Los perdedores de las semifinales juegan por el tercer puesto y cuarto puesto y los ganadores pelean por el campeonato. Las semifinales se disputaron el 17 de mayo y el partido por el campeonato se disputó el 19 de mayo. Todos los partidos se jugaron en el Fernando Buesa Arena, en Vitoria, España.
|  | Semifinales              | Semifinales              | Semifinales        |             |                       | Final                    | Final                    | Final              |  |
|  | 17 de mayo de 2019       | 17 de mayo de 2019       | 17 de mayo de 2019 |             |                       | 19 de mayo de 2019       | 19 de mayo de 2019       | 19 de mayo de 2019 |  |
|  |                          |                          |                    |             |                       |                          |                          |                    |  |
|  |                          |                          |                    |             |                       |                          |                          |                    |  |
|  | Fenerbahçe Beko Istanbul | Fenerbahçe Beko Istanbul | 73                 |             |                       |                          |                          |                    |  |
|  | Fenerbahçe Beko Istanbul | Fenerbahçe Beko Istanbul | 73                 |             |                       |                          |                          |                    |  |
|  | Anadolu Efes Istanbul    | Anadolu Efes Istanbul    | 92                 |             |                       |                          |                          |                    |  |
|  | Anadolu Efes Istanbul    | Anadolu Efes Istanbul    | 92                 |             | Anadolu Efes Istanbul | Anadolu Efes Istanbul    | 83                       |                    |  |
|  |                          |                          |                    |             | Anadolu Efes Istanbul | Anadolu Efes Istanbul    | 83                       |                    |  |
|  |                          |                          | CSKA Moscow        | CSKA Moscow | 91                    |                          |                          |                    |  |
|  | CSKA Moscow              | CSKA Moscow              | CSKA Moscow        | CSKA Moscow | 91                    | 95                       |                          |                    |  |
|  | CSKA Moscow              | CSKA Moscow              |                    |             |                       | 95                       |                          |                    |  |
|  | Real Madrid              | Real Madrid              | 90                 |             |                       | Tercer lugar             | Tercer lugar             | Tercer lugar       |  |
|  | Real Madrid              | Real Madrid              | 90                 |             |                       | Tercer lugar             | Tercer lugar             | Tercer lugar       |  |
|  |                          |                          |                    |             |                       |                          |                          |                    |  |
|  |                          |                          |                    |             |                       | Fenerbahçe Beko Istanbul | Fenerbahçe Beko Istanbul | 75                 |  |
|  |                          |                          |                    |             |                       | Fenerbahçe Beko Istanbul | Fenerbahçe Beko Istanbul | 75                 |  |
|  |                          |                          |                    |             |                       | Real Madrid              | Real Madrid              | 94                 |  |
|  |                          |                          |                    |             |                       | Real Madrid              | Real Madrid              | 94                 |  |
|  |                          |                          |                    |             |                       |                          |                          |                    |  |

| Campeones de la Euroliga 2018-2019 |
| ---------------------------------- |
| CSKA Moscow Octavo título          |